# إيرل أ. فيتزباتريك
إيرل أ. فيتزباتريك هو سياسي أمريكي، ولد في 22 سبتمبر 1904 في روانوك في الولايات المتحدة، وتوفي بنفس المكان في 22 يونيو 1984. نشط حزبياً في الحزب الديمقراطي. وقد انتخب عضو مجلس ولاية فرجينيا ‏.